# Бетеу
Бетеу (баш. Бетеү — ‘оберег, амулет’, из древнетюркского biti ‘письмо’, ‘надпись’; в словаре М. Кашгари bitiq ‘амулет, используемый для защиты от злых духов’) — у башкир: оберег треугольной формы с охранительной молитвой, часто пришиваемый к одежде.
Слово бетеү, пишет в диссертации Г. Р. Батыршина, — означает ‘кусочек бумаги с написанным на нем текстом из Корана, направленным на охрану ребёнка от злых сил и болезней’. Бумага складывалась треугольником, заворачивалась в тряпочку или кусочек кожи, зашивалась. Треугольный предмет выполнял функцию оберега. Такой оберег на шнурке надевали на шею или прикрепляли к одежде. Оберег носили и дети.
Балама гел бетеү таҡтым (М. Мансурова). — Ребёнку своему я всегда пришивала оберег; Бетеүҙе сәңгелдәктең дүрт мөйөшөнә элеп ҡуйғандар әүәле (ЙФ). — Раньше оберег вешали по четырём углам колыбели.
Обережная рубашка новорожденного, сшитая повитухой из треугольных лоскутков называется баш. бетеү күлдәк.
Одеяло-оберег, сшитое из треугольных лоскутков, называется бетеу юрган баш. бетеү юрған. Так говорили: «Балаһы тормаған кешегә бетеү юрған теккәндәр». — Человеку, у которого умирали дети, шили обережное одеяло.
Узор в форме треугольников баш. бетеүсә также обладает обережной силой. Ҡыҙҙар бетеүсәләп, нағышлап ҡорған, япма, яҫтыҡ тышы тегә ине. — Девушки вышивали занавески, покрывала, наволочки, украшая их обережными узорами.
Бетеусэ это также обрядовое печенье в форме треугольников, сваренное в масле для свадьбы. Туйға беҙҙә бетеүсә, бауырсаҡ бешерәләр. — Для свадьбы у нас готовят баурсак, печенье в форме треугольников, сваренное в масле.